# Goniothalamus catanduanensis
Goniothalamus catanduanensis este o specie de plante din genul Goniothalamus, familia Annonaceae, descrisă de Eduardo Quisumbing y Argüelles. Conform Catalogue of Life specia Goniothalamus catanduanensis nu are subspecii cunoscute.